# Ormanbağı, Şirvan
Ormanbağı là một xã thuộc huyện Şirvan, tỉnh Siirt, Thổ Nhĩ Kỳ. Dân số thời điểm năm 2008 là 1.022 người.